# Menhir op de Mechelse Heide

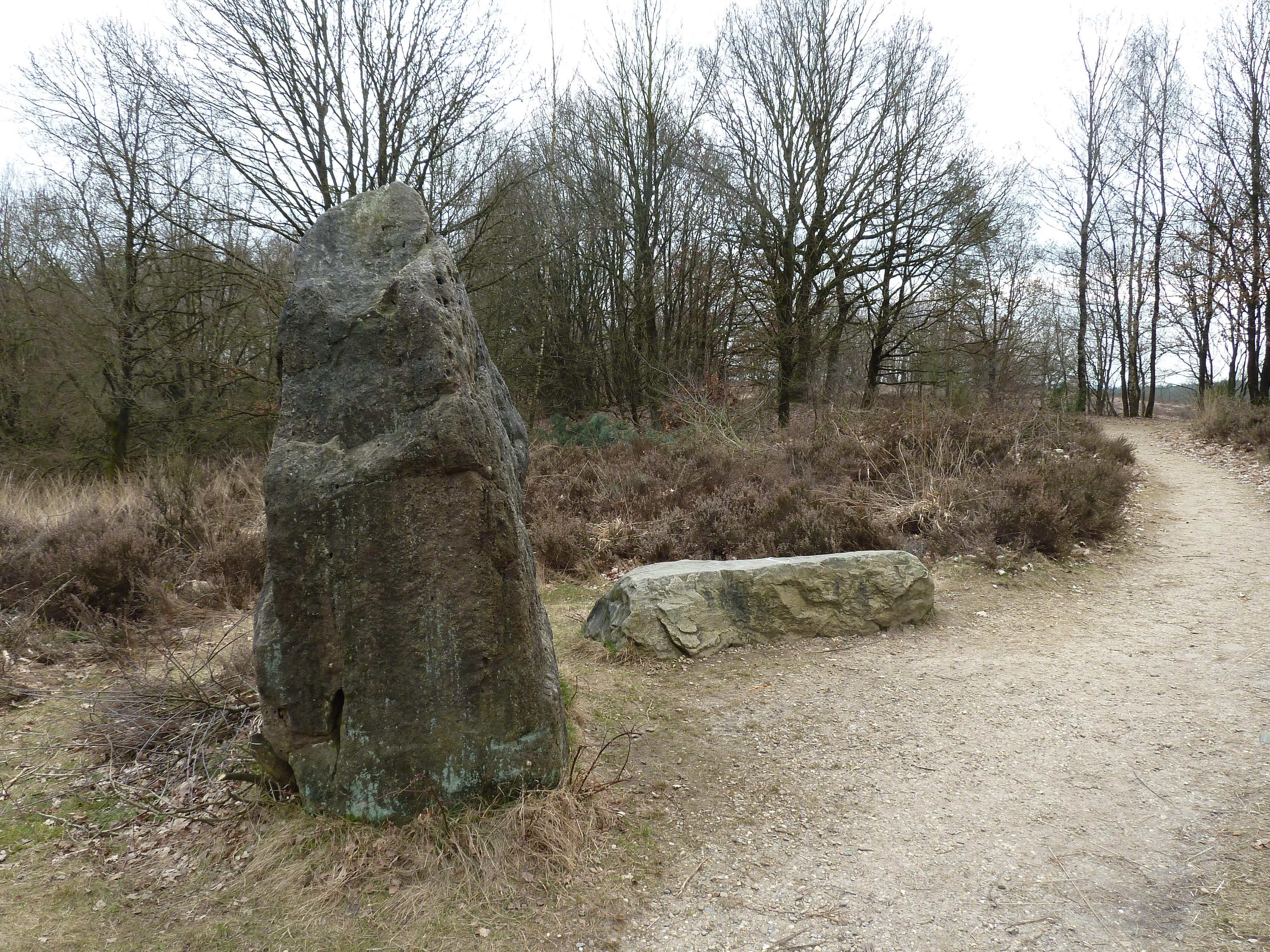
De staande en liggende steen

De zogenaamde Menhir op de Mechelse Heide is een staande steen in het Nationaal Park Hoge Kempen in de Belgische provincie Limburg. Deze steen is te vinden westelijk van Mechelen-aan-de-Maas op de Mechelse Heide, ten zuiden van het panorama-punt met een windroos waarop de omliggende plaatsen staan aangeduid.
De staande steen ligt naast een liggende steen en zo'n 40 meter zuidelijker zijn nog twee grotere stenen te zien. Waarschijnlijk zijn ze daar terecht gekomen bij de aanleg van de voormalige witzandgroeve, toen de bovenlaag boven de groeve, bestaande uit humus, zand en grind, werd opgestapeld tot de huidige kunstmatige heuvel die zo'n 100 meter boven de zeespiegel uitsteekt. Vlakbij loopt een bewegwijzerd pad, onderdeel van het wandelnetwerk uitgezet door het Nationaal Park Hoge Kempen.

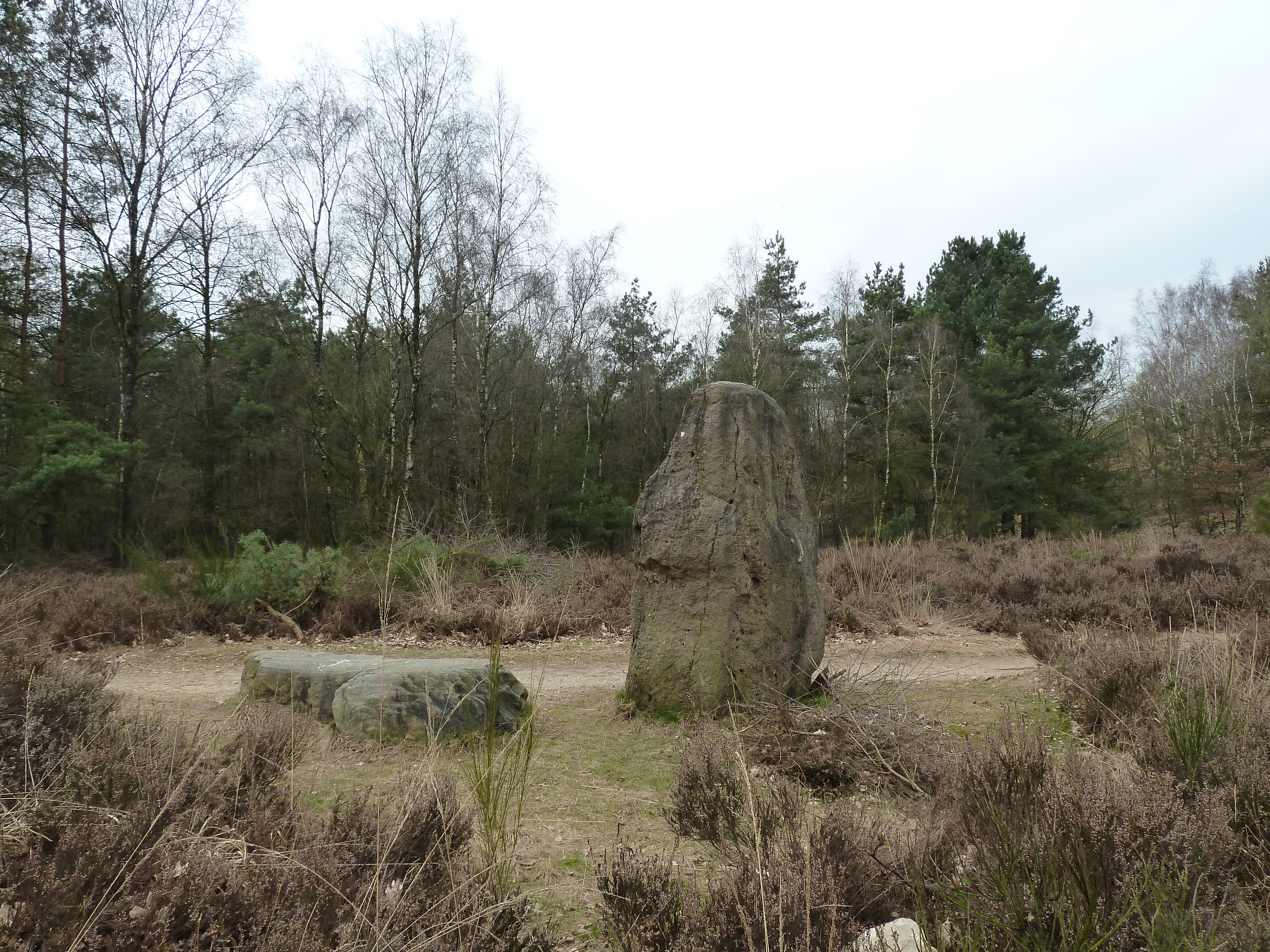
De twee stenen
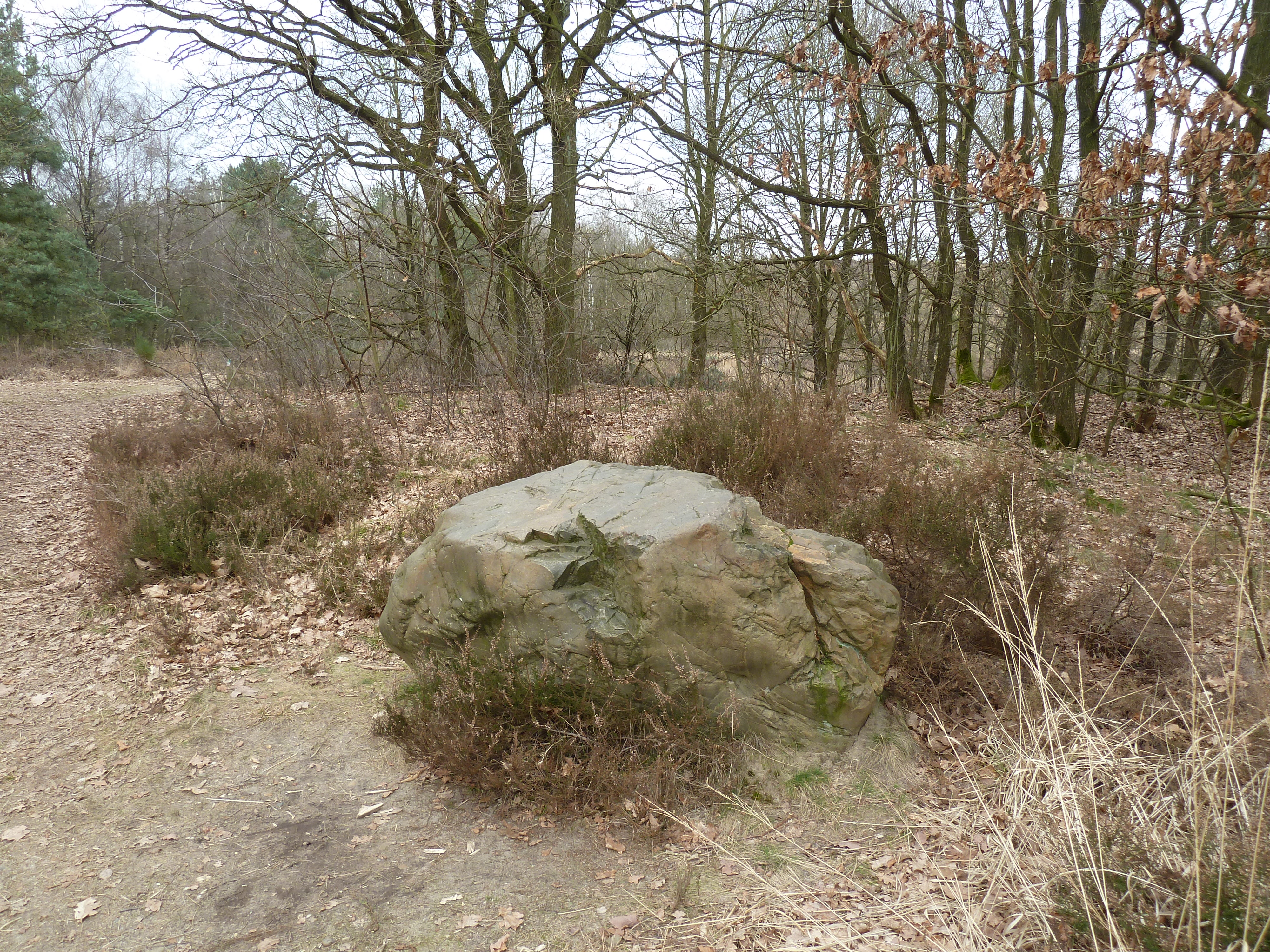
Een derde steen
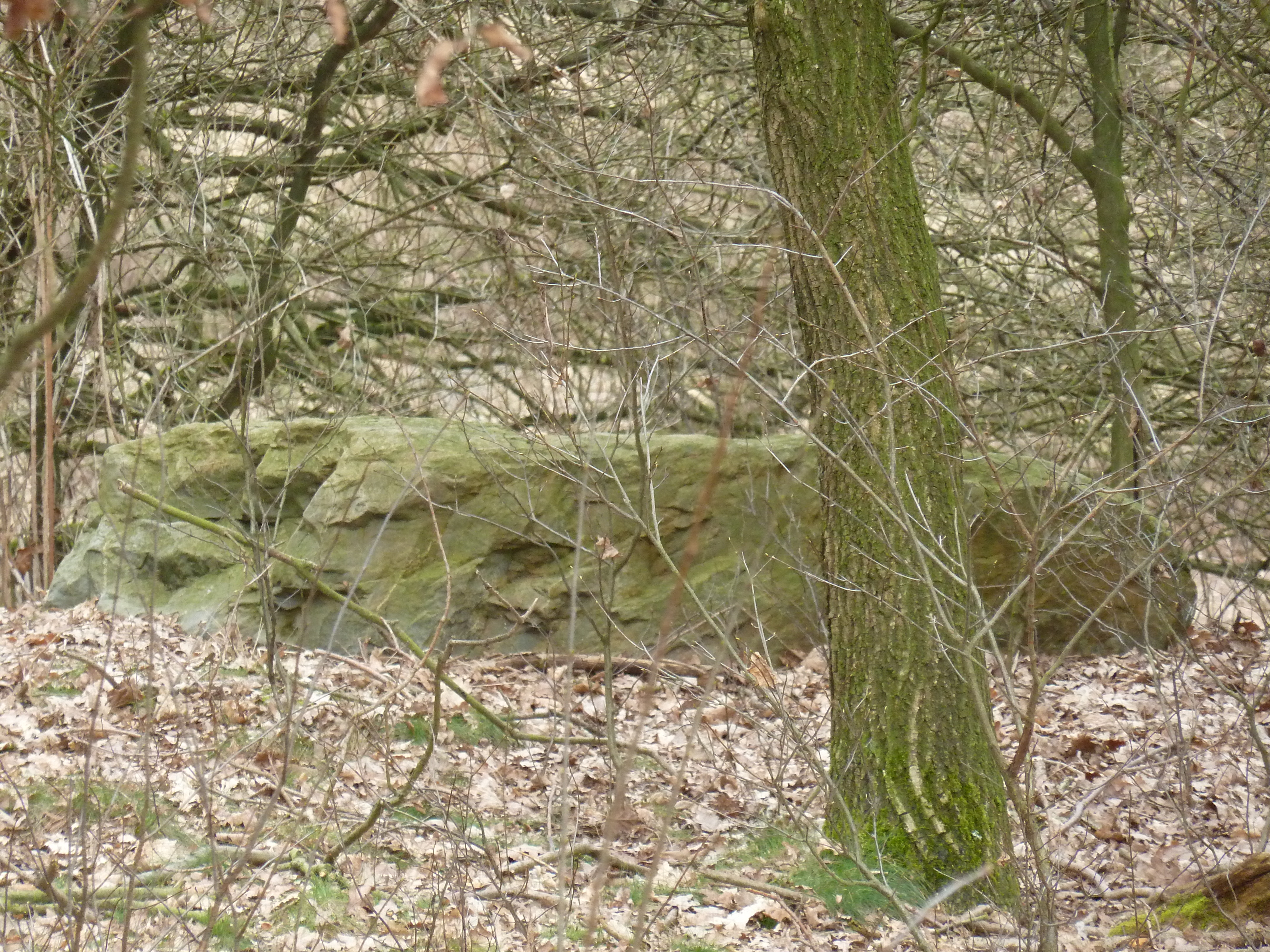
Een vierde steen